# Harpiks (film)
Harpiks er en dansk spillefilm fra 2019 instrueret af Daniel Joseph Borgman.

## Handling
Filmen er et mareridtseventyr om Jens, datteren Liv og hendes gigantiske mor, Maria, der lever et isoleret liv langt inde i en smuk skov i et lille selvskabt paradis. I en verden, hvor der i selv de mindste ting findes en sjæl, og der selv i en myres rejse ind i fyrretræernes harpiks kan findes en højere mening. Liv er lys og fuld af liv og den nysgerrighed, som hendes far har plantet i hende. Jens bærer derimod et mørke, som bliver stadig sværere at holde inde, efterhånden som Liv tager på eventyr ud i den virkelige verden, og denne samtidig bevæger sig nærmere på familien. Tanken om at miste Liv bliver for Jens så skræmmende, at hans kærlighed truer med at kvæle alt, hvad de har skabt.

## Medvirkende
- Peter Plaugborg, Jens
- Amanda Collin, Roald
- Vivelil Søgaard Holm, Liv
- Ghita Nørby, Else
- Sofie Gråbøl, Maria